# Basil Feldman
Basil Feldman, Baron Feldman (* 23. September 1926; † 19. November 2019) war ein britischer Politiker der Conservative Party, Geschäftsmann und Life Peer.

## Leben und Karriere
Feldman wurde am 23. September 1926 als Sohn von Tilly (née Katz; 1902–1977) und Philip Feldman geboren. Er besuchte die Grocers' School.

### Geschäftliche Karriere
Feldman war von 1973 bis 1981 Vorsitzender (Chairman) der Martlet Services Group Ltd. Von 1980 bis 1985 war er Vorsitzender der Solport Ltd. Seit 1983 übt er dieses Amt für die Watchpost Ltd aus.
Beim Young Entrepreneurs Fund war Feldman von 1985 bis 1994 Direktor. Von 1977 bis 1984 gehörte er der Free Enterprise Loan Society an. Er gründete die Better Made in Britain Campaign und war dessen Vorsitzender (Chairman) von 1983 bis 1998. Von 1987 bis 1992 war er Vorsitzender von The Quality Mark, von 1988 bis 1994 beim Shopping Hours Reform Council und bei Better Business Opportunities von 1990 bis 1998. Von 1994 bis 1995 leitete er das Festival of Arts and Culture und von 1993 bis 1996 die London Arts Season. Beim mit der UNESCO verbundenen Institutional Internat de Promotion et de Prestige Geneva war er Membre Consultatif von 1978 bis 1993. Von 1978 bis 1981 gehörte er dem National Council des Post Office Users’ an. Er war von 1986 bis 1996 Mitglied des English Tourist Board.
Von 1978 bis 1985 war Feldman Vorsitzender (Chairman) von Clothing EDC (NEDO). Feldman war von 1991 bis 1993 Vorsitzender (Chair) der Market Opportunities Advisory Group beim Department of Trade and Industry.
Er wurde als ehemaliger Kunststoff-Spielzeuge-Magnat beschrieben, dessen geschäftliche Interessen einem Bericht zufolge „Sindy-Puppen, Flugzeug-Kits und Jo-Jos“ umfassen.

### Politische Karriere
Bei der Greater London Area National Union of Conservative and Unionist Associations war er von 1975 bis 1978 stellvertretender Vorsitzender (Deputy Chairman), von 1978 bis 1981 Vorsitzender (Chairman), von 1981 bis 1985 Präsident und seit 1985 Vizepräsident (Vice-President).
Bei der National Union of Conservative and Unionist Associations war er zunächst von 1982 bis 1985 stellvertretender Vorsitzender (Deputy Chairman), von 1985 bis 1986 Vorsitzender (Chairman). Seit 1986 ist Feldman dort Vizepräsident. Von 1975 bis 1998 gehörte er dem Executive Committee an, wo er von 1991 bis 1996 Vorsitzender (Chairman) war. 1985 leitete er den Parteitag in Blackpool. Bei der Conservative Party's Impact 80s Campaign war er von 1982 bis 1990 einer der Vorsitzenden.
Der Policy Group for London gehörte er von 1975 bis 1981, sowie erneut seit 1984 an. 1976 und 1978 war er Mitglied des National Campaign Committee. Von 1981 bis 1984 gehörte er dem Advisory Committee on Policy und von 1984 bis 1990 dem Committee for London an.
Seit 1996 ist er Mitglied des Conservative Party Board of Treasurers und Schatzmeister seiner Partei.
Von 1975 bis 1977 war er Vizepräsident des Greater London Young Conservatives. Er war von 1976 bis 1984 Präsident der Richmond and Barnes Conservative Association und von 1978 bis 1982 bei der Hornsey Conservative Association. Bei der Hampstead Conservative Association war Feldman von 1981 bis 1986 Schirmherr (Patron).
Er trat 1973 bei den GLC-Wahlen für Richmond an. Von 1973 bis 1977 gehörte er dem Greater London Council Housing Management Committee und dem Greater London Council Arts Committee von 1976 bis 1981 an.
Dem National Union Executive Committee gehörte Feldman von 1975 bis 1999 an. Von 1991 bis 1996 war er dort Vorsitzender (Chair).

## Mitgliedschaft im House of Lords
Am 15. Januar 1996 wurde er zum Life Peer als Baron Feldman, of Frognal in the London Borough of Camden ernannt. Seine Unterstützer waren  Margaret Thatcher und Cecil Parkinson, als er am 14. Februar 1996 offiziell ins House of Lords eingeführt wurde. Seine Antrittsrede hielt er am 24. April 1996.
Als Themen von politischem Interesse nennt er auf der Webseite des Oberhauses Industrie, die Künste, die Bauindustrie, den Einzelhandel, Importsubstitution, Tourismus und Sport. Als Staaten von Interesse nennt er Österreich, Deutschland, die West Indies und die USA.

### Sitzungsteilnahmen
Feldman war im Zeitraum ab 2001 unregelmäßig anwesend, die Zahl der Sitzungstage, an denen er teilnahm schwankte teilweise stark. (Stand Februar 2012).
- Sitzungsperiode 1997 / 1998: 59 Tage
- Sitzungsperiode 1. April 2001 bis 31. März 2002: 54 Tage
- Sitzungsperiode 1. April 2002 bis 31. März 2003: 81 Tage
- Sitzungsperiode 1. April 2003 bis 31. März 2004: 86 Tage
- Sitzungsperiode 1. April 2004 bis 31. März 2005: 85 Tage
- Sitzungsperiode 1. April 2005 bis 31. März 2006: 63 Tage
- Sitzungsperiode 1. April 2006 bis 31. März 2007: 73 Tage
- Sitzungsperiode 1. April 2007 bis 31. März 2008: 52 Tage
- Sitzungsperiode 1. April 2008 bis 31. März 2009: 58 Tage
- Sitzungsperiode 1. April 2009 bis 31. März 2010: 48 Tage
- Sitzungsperiode 1. April 2010 bis 30. Juni 2010: 10 Tage
- Sitzungsperiode 1. Juli 2010 bis 30. September 2010: 6 Tage
- Sitzungsperiode 1. Oktober 2010 bis 31. Dezember 2010: 21 Tage
- Sitzungsperiode 1. Januar 2011 bis 31. März 2011: 23 Tage
- April 2011: 4 Tage
- Mai 2011: 6 Tage
- Juni 2011: 13 Tage
- Juli 2011: 7 Tage
- August 2011: 0 Tage (von 1)
- September 2011: 4 Tage
- Oktober 2011: 5 Tage (von 18)
- November 2011: 4 Tage (von 18)
- Dezember 2011: 2 Tage (von 13)
- Januar 2012: 4 Tage (von 14)
- Februar 2012: 6 Tage (von 14)

Am 4. Februar 2010 meldete er sich zuletzt zu Wort. An Abstimmungen nimmt er weiterhin teil.

## Weitere Ämter
Feldman ist ein ehemaliges Mitglied von Lloyd’s of London.
Beim Salzburg Festival Trust war er Vorsitzender (Chairman) von 1998 bis 2003 und stellvertretender Vorsitzender (Vice-Chairman) von 1997 bis 1998.
Feldman ist Vorsitzender (Chairman) des Fresh Hope Trust, der in Kürze geschlossen wird.

## Ehrungen
Feldman wurde 1982 zum Knight Bachelor ernannt. 2003 wurde er mit der silbernen Ehrenmedaille der Stadt Salzburg ausgezeichnet.
1987 wurde er Fellow der Royal Society of Arts.

## Familie und Privates
Feldman heiratete am 20. Oktober 1952 Gita Julius. Sie haben zwei Söhne und eine Tochter. Einer der Söhne ist Nicholas Feldman von der Band Wang Chung. Basil Feldmans jüngere Schwester ist die Schauspielerin Fenella Fielding.
Feldmann ist Mitglied des Garrick und des Carlton Club.

## Veröffentlichungen
- Path to Power: From Town Hall to Westminster, Conservative Pol.Centre, 1975, ISBN 978-0850705492
- Some Thoughts on Job Creation, NEDO, 1984, ISBN unbekannt
- Constituency Campaigning - a guide for Conservative Party workers, Verlag unbekannt, ISBN unbekannt